# ザ・ローリング・ストーンズ (EP)
『ザ・ローリング・ストーンズ』 (The Rolling Stones) は、1964年1月にリリースされたローリング・ストーンズのファーストEP。収録曲は全てカバー曲である。

## 歴史
本作はバンド初のトップ20ヒットとなった「彼氏になりたい」に乗じて、また彼らのイギリスでのレーベル、デッカ・レコードがバンドにアルバムを録音させる前に商業的なテストとしてリリースされた。1963年8月及び11月に収録された4曲が収められている。
本作はストーンズが好むいくつかのバンドのR&Bカバー曲および当時のアメリカにおけるヒット曲から成る。

## リリースとレセプション
| 専門評論家によるレビュー | 専門評論家によるレビュー |
| レビュー・スコア         | レビュー・スコア         |
| 出典                     | 評価                     |
| ------------------------ | ------------------------ |
| Allmusic                 | [ 1 ]                    |

荒削りなサウンドの作品にもかかわらず、本作はイギリスのEPチャートで1964年2月に1位となった。
本作はカナダでは1964年にロンドン・レコード・カナダよりリリースされた。内容はイギリス版と同一で、ジャケット写真とレーベル番号のDFE 8560も同じであった。カナダのEPはイギリスのスタンパーでプレスされた。
AllMusicのブルース・エーダーは「本当の最大の呼び物はアーサー・アレクサンダーの『ユー・ベター・ムーヴ・オン』であり、このアメリカのヒット曲はバンドのお気に入りでコンサートで演じられてきた。これは彼らがレコードによって既に知られていたブルースやハードなR&Bと同じくらい、ソフトでよりリリカルで魂のこもったサウンドを演じることができることを示すチャンスである...」と著述している。
「バイ・バイ・ジョニー」と「マネー」は1972年に『モア・ホット・ロックス』に収録されるまで、アメリカでは公式にリリースされなかった。「ユー・ベター・ムーヴ・オン」は1965年の『ディッセンバーズ・チルドレン』に収められ、「ポイズン・アイヴィー」は2002年の『モア・ホット・ロックス』（リマスター・バージョン）に収められた。
本作は何十年も入手が困難であったが、2004年のアブコ・レコードによるボックスセット『シングルズ 1963-1965』で初めてCDとしてリリースされた。
2010年11月には限定版ヴィニールボックスセット『ザ・ローリング・ストーンズ 1964-1969』に収められ、2011年には『60's UK EPコレクション』に収められた。
2012年11月23日には7インチヴィニール盤として再リリースされた。
日本ではロンドン・レコードから12インチ盤としてリリースされた。帯にはおまけとしてコンドームを模した小型のサックが添付された。

## 収録曲
| #         | タイトル                 | 作詞・作曲                                  | 時間 |
| --------- | ------------------------ | ------------------------------------------- | ---- |
| 1.        | 「バイ・バイ・ジョニー」 | チャック・ベリー                            | 2:09 |
| 2.        | 「マネー」               | ベリー・ゴーディ ジェニー・ブラッドフォード | 2:31 |
| 合計時間: | 合計時間:                | 合計時間:                                   | 4:40 |

| #         | タイトル                       | 作詞・作曲                            | 時間 |
| --------- | ------------------------------ | ------------------------------------- | ---- |
| 3.        | 「ユー・ベター・ムーヴ・オン」 | アーサー・アレキサンダー              | 2:39 |
| 4.        | 「ポイズン・アイヴィー」       | ジェリー・リーバー マイク・ストーラー | 2:06 |
| 合計時間: | 合計時間:                      | 合計時間:                             | 4:45 |

## パーソネル
ザ・ローリング・ストーンズ
- ミック・ジャガー – リードヴォーカル, タンバリン
- ブライアン・ジョーンズ – ギター, バックヴォーカル, ハーモニカ, パーカッション
- キース・リチャーズ – ギター, バックヴォーカル
- チャーリー・ワッツ – ドラムス
- ビル・ワイマン – ベースギター, バックヴォーカル